# Cd-video

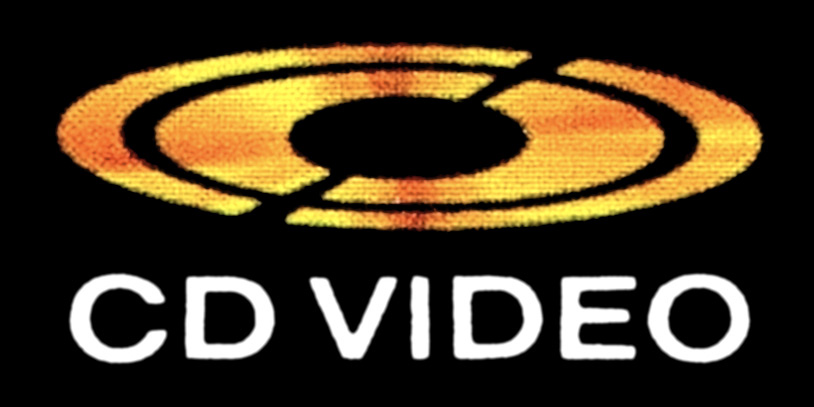
Cd-video-logo

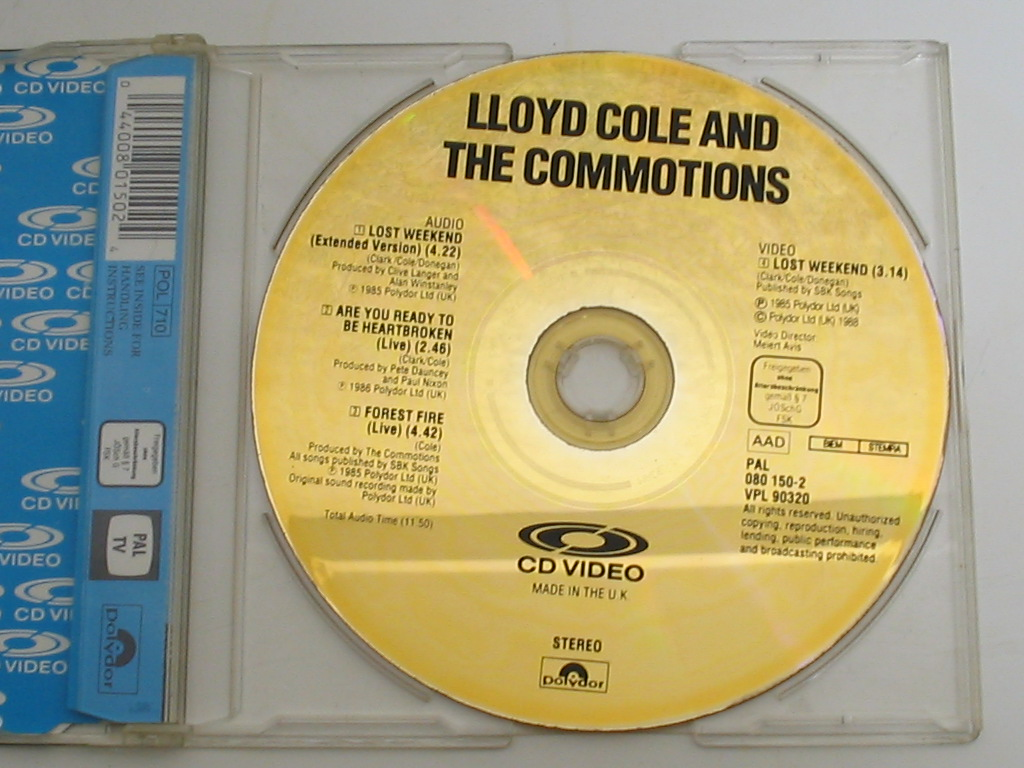
Een goudkleurige 12cm-cd-video van Lloyd Cole and The Commotions

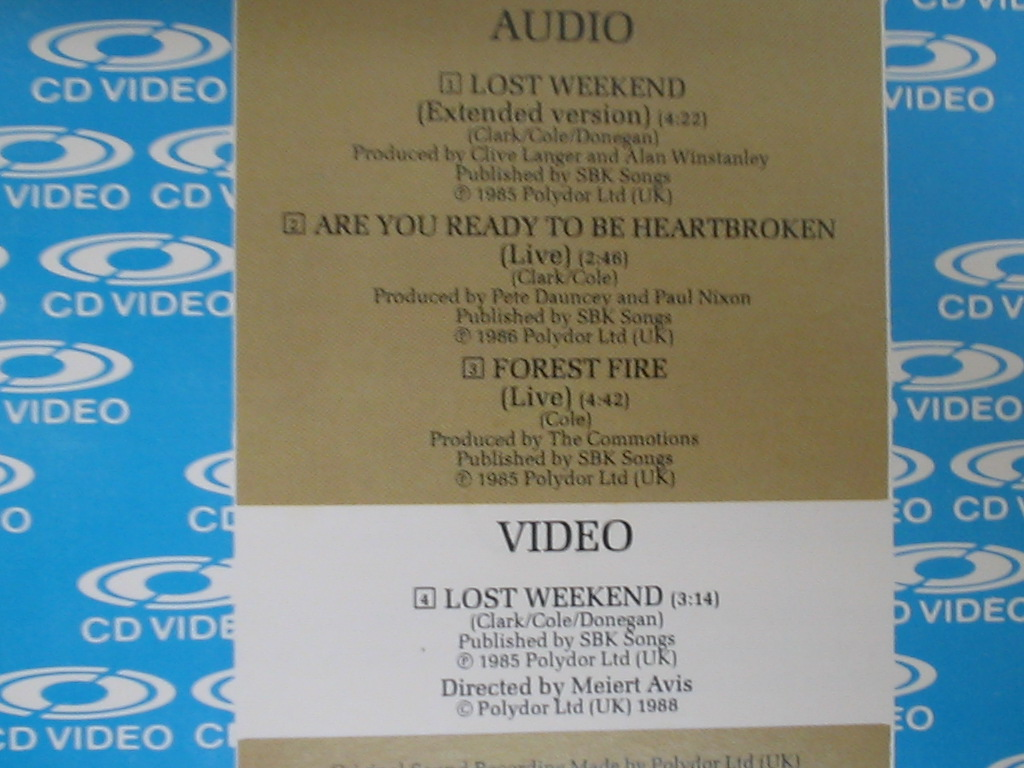
De tracklist laat zien dat er een audio- en een videodeel op de cd aanwezig is

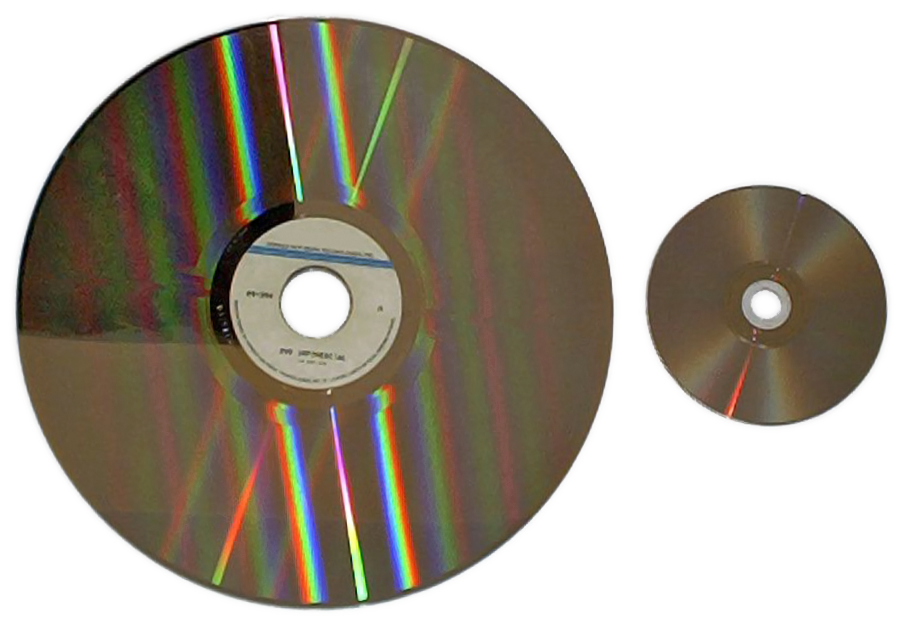
Het grote 30cm-formaat vergeleken met een normaal formaat cd

De cd-video of laserdisk (afkorting: ld) is een analoge optische schijf voor het bewaren van beeld en geluid.

## Optische schijven
De optical disc-technologie is een uitvinding van David Paul Gregg uit 1958. De techniek maakt het mogelijk een schijf met gegevens met een laserstraal uit te lezen. Het grote voordeel hiervan is dat er geen fysiek contact meer hoeft te bestaan tussen plaat en opname-eenheid, iets wat op dat moment zeer gebruikelijk was. Het fysieke contact bij bijvoorbeeld langspeelplaten is een bron van storingen en zorgt er tevens voor dat de kwaliteit na veelvuldig afspelen duidelijk achteruitgaat. De nieuwe technologie kent deze nadelen niet.

## LaserVision
Al in 1969 verschenen prototypen, en een eerste exemplaar werd in 1972 publiekelijk gedemonstreerd. Philips was sinds 1970 in Eindhoven onafhankelijk bezig met de ontwikkeling van optische video-opname, en werkte sinds 1975 samen met DiscoVision. In 1976 wordt de optische videoplaat op de Amerikaanse markt in Atlanta uitgebracht. Op alle beeldplaten staan het beeld en geluid analoog, echter op de Laserdisk-platen gefabriceerd na 1984 is het geluid digitaal gecodeerd.
Het systeem werd een commerciële flop, omdat Philips zichzelf zag als een hardwareproducent en de productie van software (de platen) aan derden overliet. Die zagen aanvankelijk niets in het nieuwe systeem, zodat er wel spelers op de markt kwamen maar geen platen. Bovendien was het een nadeel dat er nog geen beeldplaten te huur werden aangeboden in de sterk in opkomst zijnde videotheken, waardoor de videorecorder, die enige jaren eerder was geïntroduceerd, het vooralsnog won van het optische systeem.

## Compact disc
Later, in 1979, ontwikkelde Philips samen met Sony een nieuwe toepassing voor de optische discs, in de vorm van de compact disc. Voor het eerst werd er op dit medium digitale PCM-codering (pulscodemodulatie) toegepast. Dit betekende een revolutie in de audiowereld. Na een rustige aanloopperiode nam het systeem een hoge vlucht en verdrong in relatief korte tijd de langspeelplaat van de markt. De langspeelplaat bleef, veelal in 12 inch-uitvoering met slechts enkele tracks, prominent aanwezig in de dansmuziek. Deze muziekstroming bleef voornamelijk gebruikmaken van het vinyl ook al waren er meer en meer dj's die vanaf cd's draaiden. De eerste cd-speler kwam in 1982 op de markt.

## Cd-video en laserdisk

### Cd-video
Op 2 september 1987 bracht Philips de cd-video uit. In tegenstelling tot de voorloper LaserVision wordt op cd-video het geluid digitaal opgeslagen. Het beeld is echter nog steeds analoog. Er worden verschillende varianten op de markt gebracht, waaronder een 12cm-"video-single" die naast 20 minuten muziek ook een videoclip kon bevatten. Daarnaast zijn er nog varianten van 20 en 30 centimeter, maar deze zijn zo weinig toegepast dat elk exemplaar een collector's item is.

### Laserdisk
Ook cd-video werd geen commercieel succes. In 1991 werden de 30cm-platen van het systeem onder de aandacht gebracht opnieuw onder de naam LaserDisc door het concern Pioneer. Door uitgekiende marketing werd het systeem een redelijk succes in met name Japan en de Verenigde Staten, totdat dvd dit marktsegment volledig overnam na 1997.
Voornamelijk in de periode 1993-1996 was de laserdisk succesvol bij filmfanaten. De laserdisk was het eerste medium dat "special editions" van films uitbracht, films in breedbeeld uitbracht en was het eerste formaat met Dolby Digital- en DTS-geluidssporen. Na de introductie van dvd in 1997 ging het snel bergafwaarts met de laserdisk. De laatste film verschenen op laserdisk in de Verenigde Staten was Bringing Out The Dead door Paramount in oktober 2000. In Japan kwamen er nog een aantal Hollywoodfilms uit op laserdisk in 2001 met onder andere The Sixth Day in juni 2001 en The Cell in augustus 2001. Sinds januari 2009 worden er geen laserdiskspelers meer gemaakt door Pioneer in Japan.
De cd-video en de laserdisk zijn technisch hetzelfde systeem. Cd-videoplaten zijn dan ook op laserdiskspelers af te spelen en andersom.

### De beeldplaten
Een cd-video is te herkennen aan zijn gouden kleur. LaserVision-platen zijn zilverkleurig. Laserdisk-platen zijn half om half zilver- en goudkleurig, afhankelijk van de productieplaats.

### Opslagcapaciteiten
- Op de 12cm-cd kon 6 minuten beeld en 20 minuten audio worden opgeslagen. Het audiodeel van dit formaat kan ook door 'normale' cd-spelers worden afgespeeld. De beeldkwaliteit lag ergens tussen VHS en dvd.
- De 20cm-beeldplaat was bedoeld voor ongeveer 30 minuten beeld- en audio-opname per zijde.
- De 30cm-beeldplaat kon ongeveer 64 minuten beeld en audio opslaan per zijde. Deze platen waren erg duur, in die tijd omgerekend circa 45 euro.

## Video-cd
De cd-video dient niet verward te worden met de latere digitale video-cd (vcd), die volledig digitaal werkt. Zowel beeld als geluid worden middels MPEG-1-codering digitaal opgeslagen, en dit systeem vormt technisch gezien de voorloper van de huidige dvd. Dientengevolge zijn video-cd's in het algemeen niet af te spelen in cd-video-/Laserdisk-spelers, en andersom. Er zijn combinatiespelers op de markt geweest die dit wel konden, zoals de Sony MDP-V10 en een aantal modellen van Pioneer die zelfs dvd kan afspelen.